# ウエスタン・アセット
ウエスタン・アセット・マネジメント・カンパニー（Western Asset Management Company）は、1971年創業の債券運用会社であり、パサデナ（カリフォルニア州）に本社に加え、9つのオフィスを構える。
2024年6月30日現在の運用資産は2,522億ドル。

## 歴史
1971年10月、ユナイテッド・カリフォルニア・バンク（後にファースト・インターステートとなる） によって設立され、同年12月に SEC登録され、投資顧問会社となった。 
1986年12月、 レッグ・メイソン社に買収された。
1996年2月、リーマン・ブラザーズ・グローバル・アセットのロンドン拠点を買収。現在はウエスタン・アセット・マネジメント・カンパニー・リミテッドとして、ロンドン事務所を運営している。2003年12月、ロスチャイルド・アセット・マネジメント（シンガポール）リミテッドの債券部門がレッグ・メイソンに買収され、既存の業務に統合された。 ウエスタン・アセットの能力とグローバルなプレゼンスをさらに発展させるため、
2005年6月、レッグ・メイソンは シティグループ の資産運用事業の大部分を買収し、ブローカレッジ および キャピタル・マーケット 事業を譲渡した。この取引の一環として、ウエスタン・アセットは、 ニューヨーク 、 サンパウロ 、 香港 、 東京 、 メルボルン の新オフィスを獲得し、関連スタッフおよび資産も獲得した。
2020年7月、 フランクリン・テンプルトンはレッグ・メイソンを買収し、ウエスタン・アセット・マネジメントはフランクリン・テンプルトンのスペシャリスト・インベストメント・マネージャーのひとつとなった。
2024年11月、米連邦大陪審は、ウエスタン・アセット・マネジメントの元共同最高投資責任者、ケネス・リーチが取引配分で一部顧客の口座を優遇したとして起訴。2021年1月から23年10月までの間、米国債デリバティブ（金融派生商品）に関し取引初日の好不調で優遇する口座とそれ以外の口座の取引配分を決定し、「マクロ・オポチュニティーズ」戦略の口座を優遇していた。